# Lippischer Hausorden

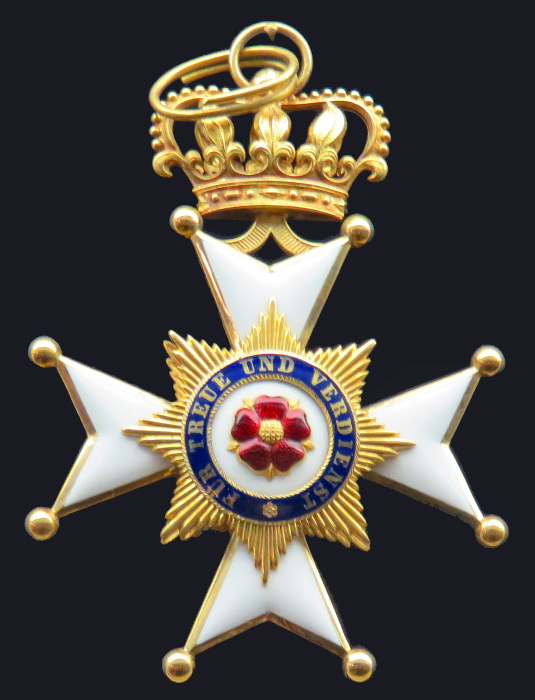
Ehrenkreuz I. Klasse

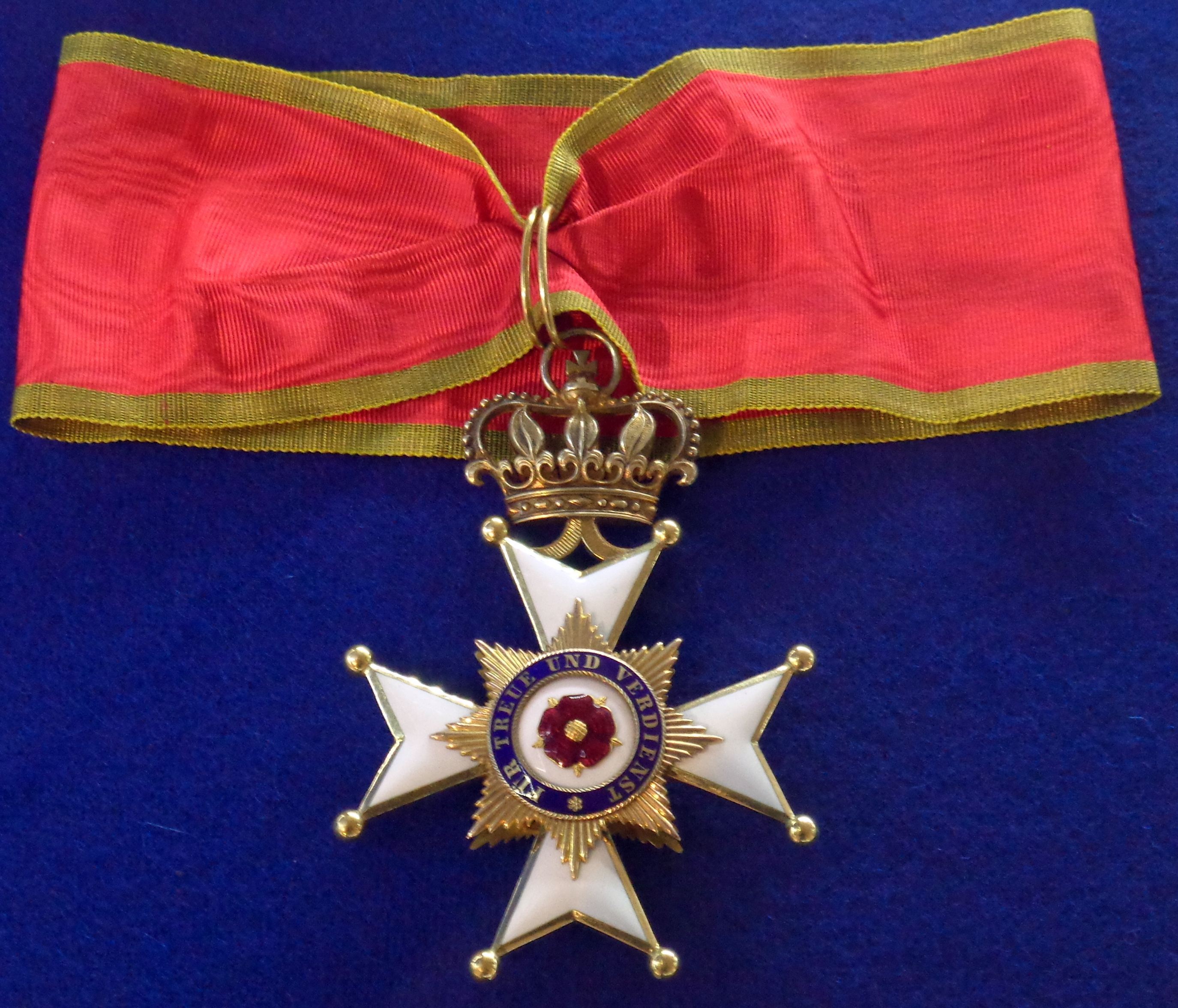
Ehrenkreuz II. Klasse

Der Fürstlich-Lippische Hausorden wurde am 25. Oktober 1869 als Fürstlich-Lippisches Ehrenkreuz von den Regenten der Häuser Lippe und Schaumburg-Lippe, Fürst Leopold III. von Lippe und Adolf I. Georg von Schaumburg-Lippe, als gemeinsamer Hausorden gestiftet, um treue Dienste, die dem Lande oder dem fürstlichen Hause geleistet wurden, belohnen zu können. Er war nach den Statuten einer der jüngsten unter den Hausorden der deutschen Fürstenhäuser.

## Ordensklassen
Der Lippische Hausorden bestand zunächst aus 3 Klassen und zwei Medaillen; später wurde für Kriegsverdienste die 4. Klasse eingeführt.
- Ehrenkreuz I. Klasse  nur für den Vorstand einer höheren Behörde. Das Tragen mit Cordon bleibt den Fürsten vorbehalten.
- Ehrenkreuz II. Klasse
- Ehrenkreuz III. Klasse
- Ehrenkreuz IV. Klasse und für Verdienste

Für besonders hervorragende Verdienste wurden die Ehrenkreuze II. und III. Klasse in der Ausführung mit Eichenlaub verliehen.
Auch gibt es den Fürstlich Lippischer Hausorden Offiziersehrenkreuz mit Schwertern.
Je nach Klasse unterscheidet sich die Ausführung im Material, in der Größe und im Gewicht. Die Ausstattung mit Krone und Band für Hals trugen die Fürsten (1.Klasse).
Auf der Rückseite befinden sich einmal im eingeschlossenen Feld mit blauer Emaille die aufgelegten, verschnörkelten, goldenen, gekrönten Buchstaben – LA – für Leopold und Adolf und mit roter Glasemaille mit Strahlen den aufgelegten, verschnörkelten, goldenen, gekrönter Buchstabe – L- für Leopold.

## Ordensdekoration
Zweifelsohne hat dem Ordenszeichen der von der ältesten Schwester des Grafen Simon August zur Lippe im Jahre 1778 gestiftete Äbtissinnen-Orden zum Vorbild gedient. Dieser besteht aus einem weißemaillierten goldenen Johanniterkreuz mit der roten, lippischen Rose auf weißem Grund im Medaillon. Der Reif um das Medaillon enthält auf blauem Grund den Wahlspruch FÜR TREUE UND VERDIENST in goldener Schrift. Auf der Rückseite befindet sich auf roter Emaille das überkrönte goldene L des Stifters, des Fürsten Leopold III. zu Lippe.
verliehen.

## Trageweise
Getragen wurde der Orden an einem roten Ordensband mit goldenem Randstreifen an beiden Seiten. Die I. und II. Klasse wurde als Halsorden getragen. Die anderen Klassen dekorierten im Knopfloch, beziehungsweise auf der linken Brustseite. Die Fürsten beider Häuser trugen zusätzlich einen Bruststern gleichen Aussehens.

## Bekannte Inhaber
Inhaber des Lippischen Hausordens